# Liste der Wappen im Rheinisch-Bergischen Kreis
Diese Liste beinhaltet alle in der Wikipedia gelisteten Wappen des Rheinisch-Bergischen Kreises in Nordrhein-Westfalen, inklusive historischer Wappen. Alle Städte, Gemeinden und Kreise in Nordrhein-Westfalen führen ein Wappen. Sie sind über die Navigationsleiste am Ende der Seite erreichbar.

## Rheinisch-Bergischer Kreis und Vorgängerkreise
| Kreis                      | Wappen | Kommentare |
| -------------------------- | ------ | --- |
| Rheinisch-Bergischer Kreis |        | Genehmigt für den 1932 gebildeten „alten“ Kreis am 23. Februar 1938; bestätigt für den 1975 umgebildeten „neuen“ Kreis durch den Regierungspräsidenten in Köln am 15. Juli 1975: „Unter grünem Schildhaupt mit silbernem schrägen Wellenbalken ein silberner gespaltener Schild. Vorn zwei schwarze Wechselzinnenbalken, hinten ein blaubewehrter und -gekrönter roter Löwe.“ |
| Rhein-Wupper-Kreis         |        | Genehmigt durch das Preußische Staatsministerium am 4. Dezember 1937: „In Silber unter einem erhöhten blauen Wellensparren ein doppelschwänziger, blau gekrönter und blau bewehrter roter Löwe.“ Zum 1. Januar 1975 wurde der Rhein-Wupper-Kreis durch das Köln-Gesetz aufgelöst. Teile davon – die Städte Burscheid, Leichlingen und Wermelskirchen – wurden mit Teilen des bisherigen Rheinisch-Bergischen Kreises zum neugebildeten Rheinisch-Bergischen Kreis zusammengeschlossen. |

Die beiden Vorgängerkreise Mülheim am Rhein und Wipperfürth führten kein Wappen.

## Städte und Gemeinden
| Stadt oder Gemeinde           | Wappen | Kommentare |
| ----------------------------- | ------ | --- |
| Stadt Bergisch Gladbach       |        | Genehmigt durch den RP Köln am 6. April 1977: „Das Wappen zeigt im grünen Schild über einem silbernen Wechselzinnenbalken einen wachsenden rotbewehrten goldenen Löwen, unter dem Wechselzinnenbalken einen herschauenden goldenen Hirschkopf.“ |
| Stadt Burscheid               |        | Genehmigt durch den Preußischen Minister des Inneren am 21. August 1920: „In Silber drei, zwei zu eins gestellte, gestielte grüne Lindenblätter.“ Auf dem Wappenschild ruht eine dreitürmige Mauerkrone. (Flagge grün, weiß, belegt mit dem Wappen) |
| Gemeinde Kürten               |        | Genehmigt durch den RP Köln am 15. März 1982: „In geteiltem Schild oben in Silber ein zwiegeschwänzter, blau bewehrter und gekrönter roter Löwe, unten in Rot ein silberner Fischreiher, der einen silbernen Fisch im Schnabel trägt.“ |
| Stadt Leichlingen (Rheinland) |        | Genehmigt durch den König von Preußen 1913, mit Urkunde des Preußischen Ministers des Inneren vom 9. Januar 1914: „Wellenförmig geteilt von Silber und Blau; oben ein wachsender, doppelschwänziger, blau gekrönter, blau bewehrter roter Löwe, unten ein waagerechter silberner Fisch mit roten Flossen.“ (Flagge blau, weiß, blau mit Wappen)                                                    |
| Gemeinde Odenthal             |        | Genehmigt durch das Preußische Staatsministerium am 30. Januar 1935: „Geteilt von Silber und Grün; oben ein wachsender, blau gekrönter, blau gezungter und blau bewehrter und roter Löwe, unten ein goldenes Hirschgeweih mit silbernem Grind.“ |
| Stadt Overath                 |        | Genehmigt durch den Oberpräsidenten der Rheinprovinz 1938: „Geteilt von Silber und Blau, oben ein schreitender, doppelschwänziger, blau gekrönter, blau bewehrter roter Löwe, unten eine schwebende goldene Glocke.“ (Flagge gelb, blau, belegt mit dem Wappen, ministeriell genehmigt 1967) |
| Stadt Rösrath                 |        | Genehmigt durch das Preußische Staatsministerium am 6. August 1935: „Das Stadtwappen zeigt einen quergeteilten barocken Schild, im oberen weißen Feld den wachenden doppelschwänzigen roten Löwen, blaubewehrt und blaugekrönt, im unteren grünen Feld ein weißes Jagdhorn mit goldenem Mundstück, Stürze und Tragriemen.“                                                                         |
| Stadt Wermelskirchen          |        | Genehmigt durch den König von Preußen am 3. März 1897: „In Silber eine eingebogene rote Spitze, darin auf grünem Boden eine eintürmige silberne Kirche mit Kuppellaterne auf dem Turm; vorne ein bewurzelter grüner Eichbaum, hinten ein rot bewehrter schwarzer Schwan. Auf dem oberen Schildrand liegt eine sandsteinfarbene dreitürmige Mauerkrone.“ (Flagge rot mit weißen Rändern und Wappen) |

### Ehemalige Städte und Gemeinden sowie historische Wappen
Bergisch Gladbach
Zum 1. Januar 1975 wurden durch das Köln-Gesetz die bisherige Stadt Bergisch Gladbach mit der bis dahin selbständigen Stadt Bensberg und der Ortschaft Schildgen, die zur Gemeinde Odenthal gehörte, zur neugebildeten Stadt Bergisch Gladbach zusammengeschlossen.
| Stadt oder Gemeinde     | Wappen | Kommentare |
| ----------------------- | ------ | --- |
| Stadt Bensberg          |        | Genehmigt durch den Preußische Staatsministerium 1927: „In Grün ein herschauender goldener Hirschkopf, zwischen dem Geweih schwebend ein silberner Schild, darin ein doppelschwänziger, blau gekrönter, blau bewehrter roter Löwe.“ (Flagge grün, gelb)                                                                                             |
| Stadt Bergisch Gladbach |        | Genehmigt durch den König von Preußen 1905: „In Grün ein silberner Wellenbalken, daraus wachsend ein rot gezungter goldener Löwe, der mit der rechten Pranke einen silbernen Hammer schwingt; darunter ein oben und unten eingerolltes silbernes Papierblatt.“ Auf dem oberen Schildrand ruht eine dreitürmige Mauerkrone. (Flagge rot, weiß, grün) |

Leichlingen
| Stadt oder Gemeinde | Wappen | Kommentare |
| ------------------- | ------ | --- |
| Gemeinde Witzhelden |        | Genehmigt durch den Oberpräsidenten der Rheinprovinz am 30. Januar 1935: „Geteilt von Silber und Rot, auf der Teilungslinie eine von rechts erhellte (am Stamm goldtingierte) Eiche in natürlichen Farben, unten ein silberner Wechselzinnenbalken.“ Zum 1. Januar 1975 wurde die Gemeinde Witzhelden durch das Köln-Gesetz in die Stadt Leichlingen eingegliedert. |

Wermelskirchen
Zum 1. Januar 1975 wurden die Gemeinden Dabringhausen und Dhünn durch das Köln-Gesetz in die Stadt Wermelskirchen eingegliedert.
| Stadt oder Gemeinde    | Wappen | Kommentare |
| ---------------------- | ------ | --- |
| Gemeinde Dabringhausen |        | |
| Gemeinde Dhünn         |        | Genehmigt durch den Innenminister von Nordrhein-Westfalen am 15. Januar 1954: „In Blau zwischen zwei goldenen Wellenleisten ein goldener Wellenpfahl, belegt mit einer silbernen Forelle mit naturfarbenen Flossen; im silbernen Obereck unter blaugerahmten dreieckigem Webfach mit silberner Spindel ein naturfarbenes "D" am Faden.“ |

## Wappenbeschreibungen und Anmerkungen
1. ↑  Stadler 1964, S. 76
2. ↑  Die Wappenbeschreibung in der Hauptsatzung ist unheraldisch, siehe dazu § 2 Abs. 1 der Hauptsatzung des Rheinisch-Bergischen Kreises vom 13. Januar 2017 (Memento vom 5. März 2016 im Internet Archive)
3. ↑  Stadler 1964, S. 77
4. ↑  § 2 Absatz 1 der Hauptsatzung der Stadt Bergisch Gladbach i. d. F. der VI. Nachtragssatzung (Memento vom 29. Dezember 2021 im Internet Archive)
5. 1 2  Stadler 1972, S. 32
6. ↑  Vgl. dazu § 3 Absatz 2 der Hauptsatzung der Stadt Burscheid (Memento vom 29. September 2007 im Internet Archive)
7. ↑  § 2 Absatz 1 der Hauptsatzung der Gemeinde Kürten (Memento vom 11. April 2025 im Internet Archive)
8. 1 2  Stadler 1972, S. 63
9. ↑  Vgl. dazu § 2 Absatz 1 der Hauptsatzung der Stadt Leichlingen (Rheinland) (Memento vom 11. April 2025 im Internet Archive)
10. ↑  Nagel 1986, S. 202
11. ↑  Vgl. dazu § 2 Absatz 1 der Hauptsatzung der Gemeinde Odenthal (Memento vom 28. Dezember 2021 im Internet Archive)
12. 1 2  Stadler 1972, S. 77
13. ↑  Vgl. dazu § 2 Absatz 1 der Hauptsatzung der Stadt Overath (Memento vom 11. April 2025 im Internet Archive)
14. ↑  § 2 Absatz 2 der Hauptsatzung der Stadt Rösrath vom 14.12.2021 (Memento vom 10. Januar 2024 im Internet Archive)
15. 1 2  Stadler 1977, S. 99
16. ↑  Vgl. dazu § 2 Absatz 2 der Hauptsatzung der Stadt Wermelskirchen vom 12.07.1995 in der Fassung der 24. Nachtragssatzung vom 30.03.2023 (Memento vom 15. Juli 2024 im Internet Archive)
17. 1 2 3 4  Stadler 1972, S. 23
18. ↑  Witzhelden-web.de: Namen, Wappen und Fahne von Witzhelden (Memento vom 17. Mai 2014 im Internet Archive)
19. ↑  Wappen Ansichtskarte / Postkarte Dhünn Wermelskirchen im Bergischen Land, Gemeinde Wappen (Memento vom 15. April 2025 im Internet Archive)
20. ↑  Heraldry of the World, Ralf Hartemink: Dhünn (Memento vom 15. April 2025 im Internet Archive)